# Wolfgang Klein
Wolfgang Klein (ur. 12 listopada 1952 roku w Saarbrücken) – niemiecki kierowca wyścigowy.

## Kariera
Klein rozpoczął karierę w międzynarodowych wyścigach samochodowych w 1976 roku od startów w dwóch wyścigach sezonu Europejskiej Formuły 3, gdzie raz stanął na podium. Z dorobkiem czterech punktów uplasował się tam na trzynastej pozycji w klasyfikacji generalnej. Cztery lata później był dziewiętnasty. W późniejszych latach Niemiec pojawiał się także w stawce Niemieckiej Formuły 3, Brytyjskiej Formuły 3 BRDC Vandervell, Renault 5 Turbo Eurocup, Europejskiej Formuły 2, Ford Puma Cup Germany, SEAT Leon Supercopa Germany oraz Renault Clio Cup Central Europe.
W Europejskiej Formule 2 Niemiec wystartował podczas wyścigu na Nürburgringu w sezonie 1982. Wyścigu jednak nie ukończył.